# L'uomo che sorrideva
L'uomo che sorrideva  (Mannen som log) è un romanzo giallo dello scrittore svedese Henning Mankell  pubblicato in Svezia nel 1994.
È la quarta storia della saga dell'ispettore di polizia Kurt Wallander. Il romanzo è ambientato a Skagen, in Danimarca, e nella Scania, in Svezia.
La prima edizione italiana del romanzo è stata pubblicata nell'anno 2004 da Marsilio.

## Trama
Nell'ottobre del 1993 Kurt Wallander è in congedo ormai da un anno, dopo le vicende narrate ne La leonessa bianca, e medita di lasciare definitivamente la polizia.
Soffre di depressione, da cui sembra trovare sollievo solo durante i soggiorni solitari a Skagen, la cittadina dello Jutland dove si incontrano il mar Baltico e il mare del Nord. 
Lì viene contattato da Sten Torstensson, l'avvocato che l'aveva assistito durante il divorzio da Mona, che tenta invano di convincerlo ad occuparsi dello strano incidente stradale in cui è morto suo padre Gustaf. 
Pochi giorni dopo Wallander rientra a Ystad, deciso a dare le dimissioni dalla polizia, ma cambia improvvisamente idea quando scopre che Sten Torstensson è stato freddato con dei colpi di pistola nel suo studio legale. 
Ben presto l'acuto commissario si pone sulle tracce di un magnate della finanza svedese, Alfred Harderberg, che gestisce i suoi affari dall'inaccessibile castello di Farnholm, cliente facoltoso dello studio legale e ultimo ad incontrare in vita Gustaf Torstensson. 
Durante le indagini, la segretaria dello studio legale Torstensson è destinataria di una mina antiuomo trovata nel suo giardino e lo stesso Wallander, assieme alla nuova collega in forze alla polizia di Ystad, Ann-Britt Höglund, scampa per un soffio ad un attentato. 
Il commissario deve inoltre indagare anche sul presunto suicidio di Lars Borman, un revisore di conti che aveva inviato agli avvocati, prima di morire, delle lettere minatorie. 
Il ritrovamento di uno strano contenitore nell'auto incidentata di Gustaf Torstensson conduce sulla pista di un abietto traffico d'organi umani.

## Personaggi
- Kurt Wallander
- Björk, capo del distretto di polizia di Ystad
- Martinsson, investigatore della polizia di Ystad
- Svedberg, investigatore della polizia di Ystad
- Ann-Britt Höglund, investigatrice della polizia di Ystad
- Nyberg, tecnico della scientifica di Ystad
- Per Åkeson, pm di Ystad
- Berta Dunér, segretaria dello studio legale Torstensson
- Alfred Harderberg, uomo d'affari
- Sten Widén, amico di Kurt Wallander, allevatore di cavalli
- Kurt Ström, ex poliziotto, ora addetto alla vigilanza

## Adattamenti
Il primo adattamento del romanzo è stato il film per la televisione Mannen som log, diretto da Leif Lindblom, trasmesso in Svezia alla fine del 2003.
Il ruolo di Kurt Wallander è affidato a Rolf Lassgård, che ha vestito i panni del commissario in vari adattamenti dei romanzi di Mankell, realizzati tra il 1995 e il 2007.
Successivamente, la BBC ne ha tratto l'episodio L'uomo che sorrideva (The Man Who Smiled) della serie televisiva Il commissario Wallander, andato in onda nel 2010.
Nella serie britannica è Kenneth Branagh a vestire i panni del protagonista.

## Edizioni
- Henning Mankell, L'uomo che sorrideva, traduzione di Giorgio Puleo, Marsilio, 2004. ISBN 88-317-7211-2.
- Henning Mankell, L'uomo che sorrideva, traduzione di Giorgio Puleo, Marsilio, 2008. ISBN 978-88-317-9579-1.
- Henning Mankell, L'uomo che sorrideva, traduzione di Giorgio Puleo, Marsilio, 2010. ISBN 978-88-317-0642-1.
- Henning Mankell, L'uomo che sorrideva, traduzione di Giorgio Puleo, Marsilio, 2012. ISBN 978-88-317-1329-0.
- Henning Mankell, L'uomo che sorrideva, traduzione di Giorgio Puleo, Universale Economica Feltrinelli, 2018. ISBN 978-88-317-4338-9.